# Dolní Pochlovice

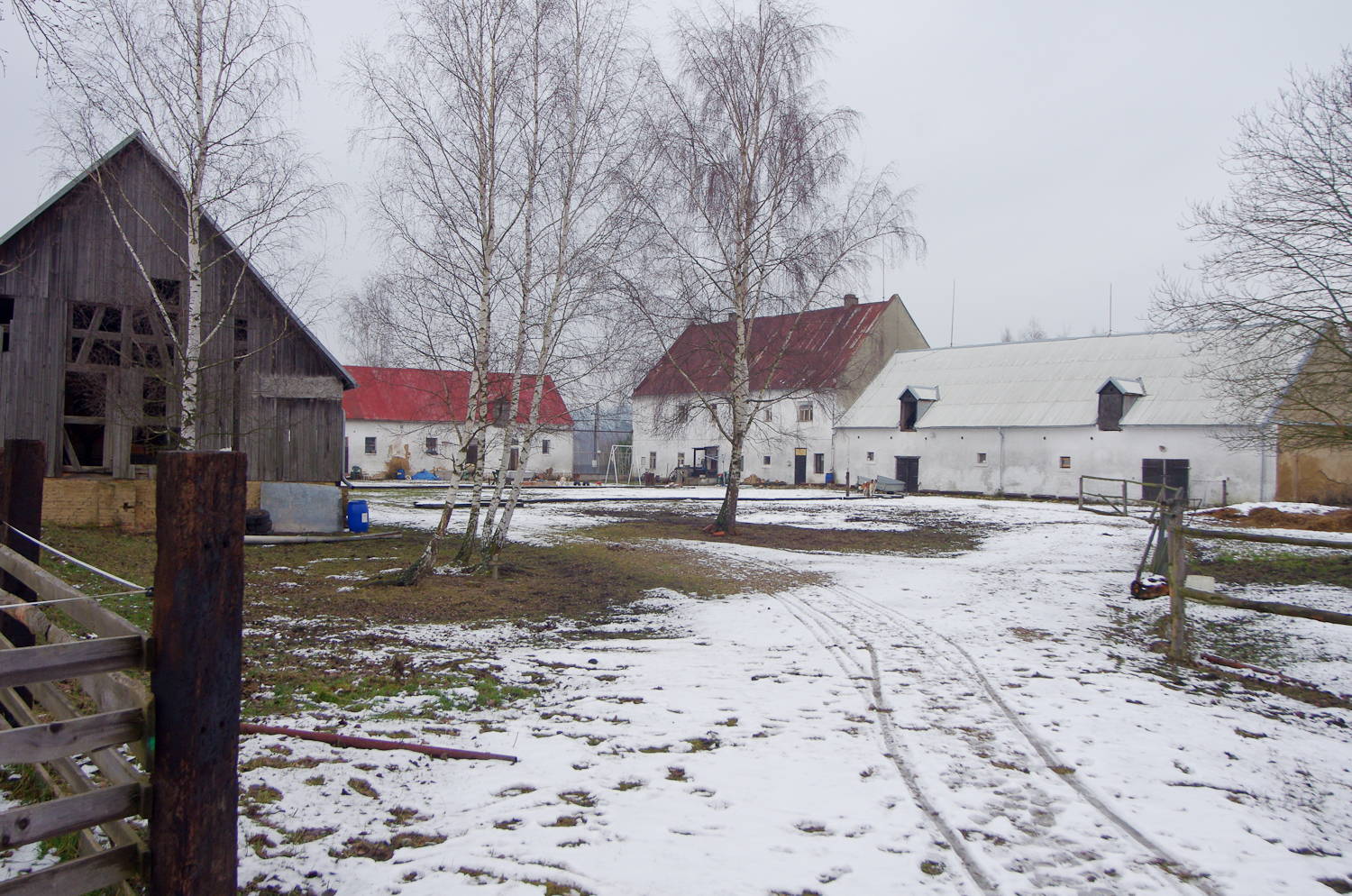
Neuhof

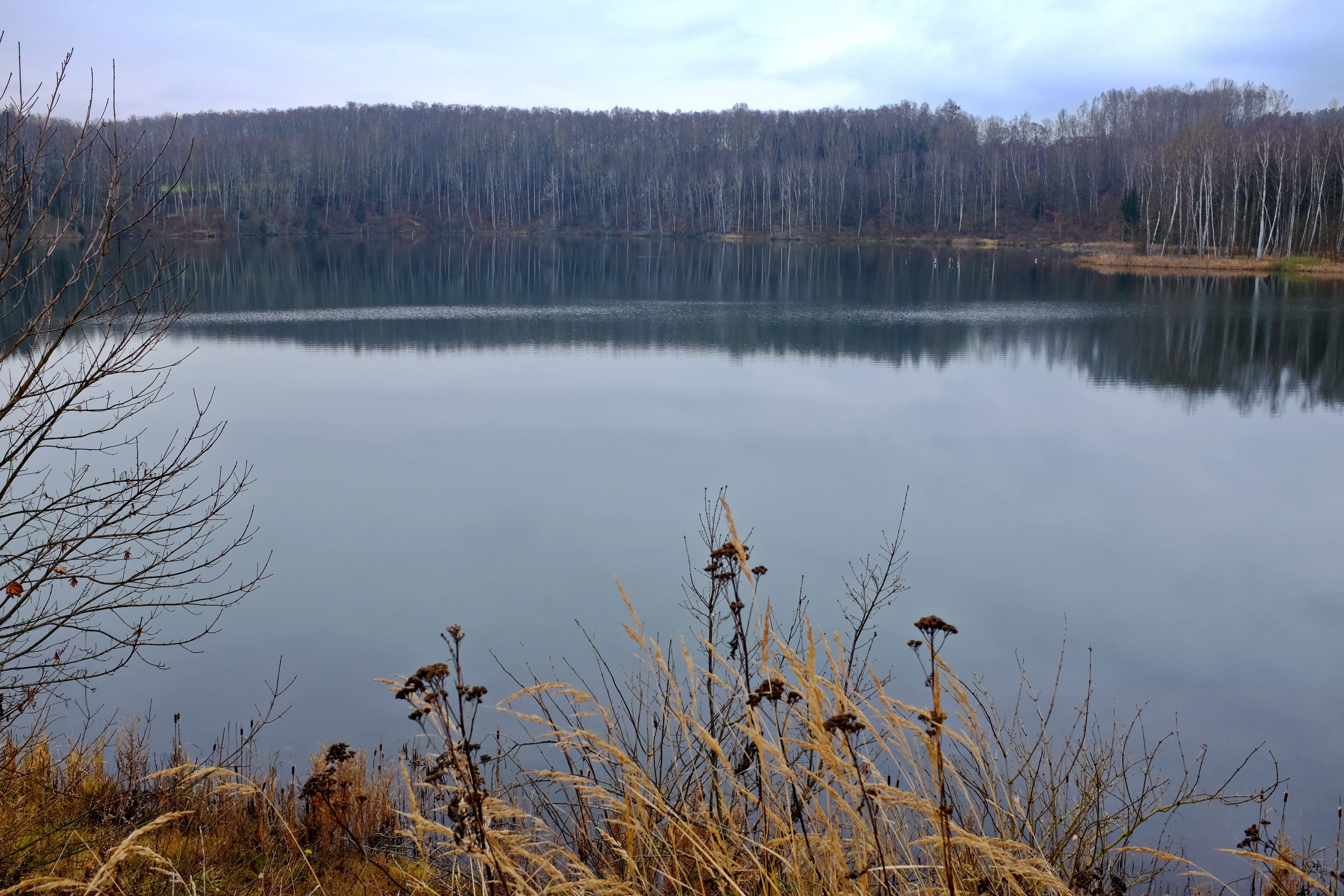
Restloch der Grube Segen Gottes

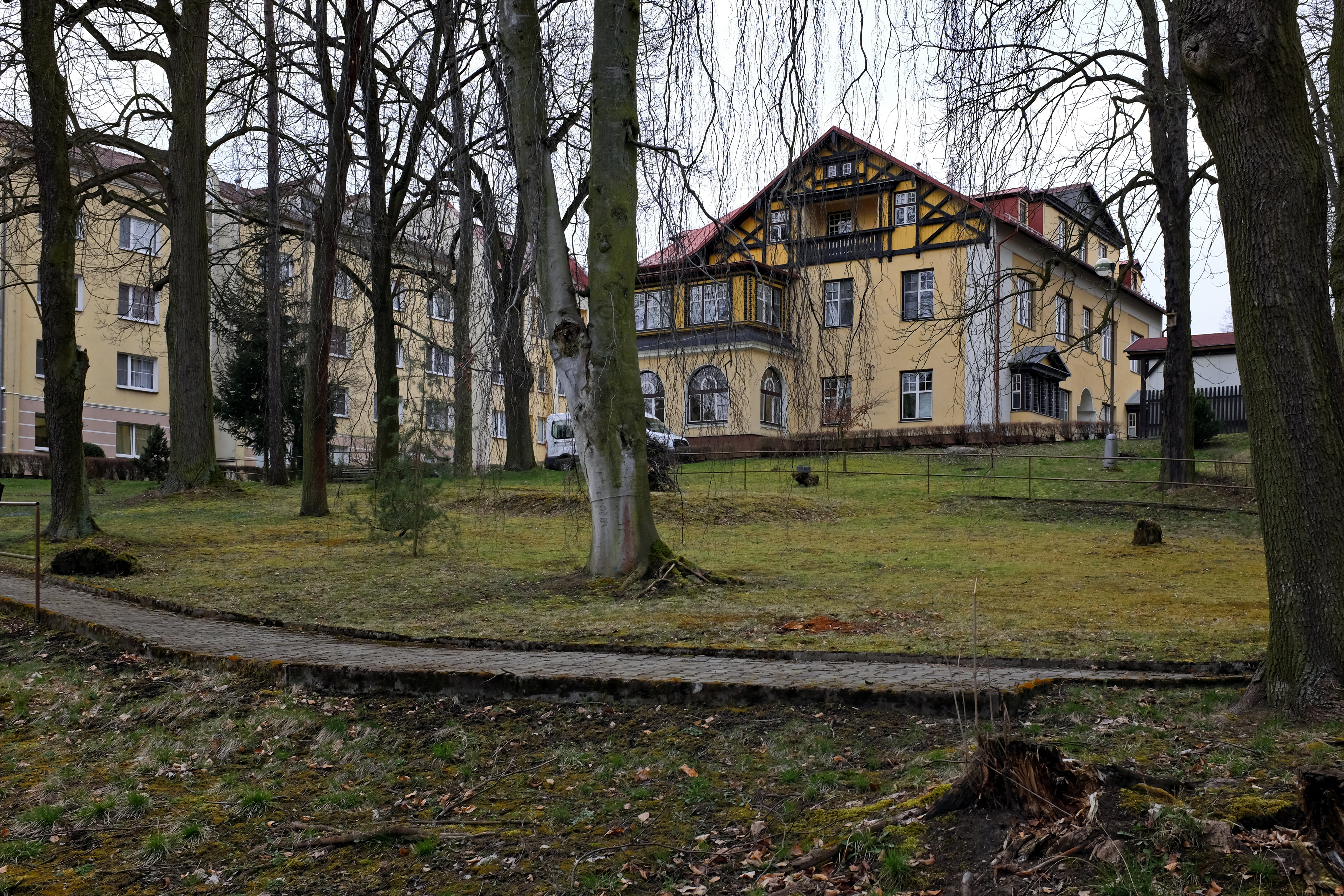
Altersheim, ehem. Nikolaus-Schacht

Dolní Pochlovice, bis 1960 Pochlovice (deutsch Pochlowitz) ist ein Ortsteil der Stadt Kynšperk nad Ohří in Tschechien. Er liegt einen Kilometer nordwestlich von Kynšperk nad Ohří und gehört zum Okres Sokolov.

## Geographie
Dolní Pochlovice befindet sich linksseitig der Eger (Ohře) am Fuße der Kulmer Schwelle (Chlumský práh) am Rande des Egerbeckens. Am westlichen Rand der Bebauung verläuft die Bahnstrecke Chomutov–Cheb; in Dolní Pochlovice liegt der Bahnhof Kynšperk nad Ohří. Durch den Ort führt die Staatsstraße II/212 zwischen Kynšperk nad Ohří und Luby. Den Mittelpunkt der Gemarkung bilden die durch den Sicherheitspfeiler der Bahnstrecke getrennten beiden abgesoffenen Restlöcher der Braunkohlengrube „Segen Gottes“ (Boží požehnání). Nordöstlich erheben sich der Chlumský vrch (560 m. n.m.) und der Zelený vrch (Mariahilfberg, 570 m. n.m.). Dolní Pochlovice wurde im 20. Jahrhundert wegen des Kohleabbaus umgesiedelt; das alte Dorf ⊙ stand nördlich des Bahnhofs ungefähr mittig des größeren Tagebausees, etwa 600 m nördlich des heutigen Standortes.
Nachbarorte sind Horní Pochlovice und Svatá Maří Pomocná im Norden, Dasnice und Chlumek im Nordosten, Libavské Údolí im Osten, Kynšperk nad Ohří im Südosten, Dobroše im Süden, Liboc im Südwesten, Hněvín und Hartoušov im Westen sowie Vackovec und Milhostov im Nordwesten.

## Geschichte
Die erste urkundliche Erwähnung von Püchelwicz erfolgte um 1370 im Lehnbuch der Landgrafen von Leuchtenberg. Besitzer waren zu dieser Zeit die Ritter Globner von Globen. Im Jahre 1395 hatte Hans von Globen seinen Sitz auf Pochlawitz. Weitere Besitzer waren u. a. die Herren von Endern und die Pergler von Perglas.
Bis ins 18. Jahrhundert war Pochlowitz ein landtäfliges Gut. Die Besitzerin des Gutes Mostau, Anna Theresia von Schirnding, geborene Pergler von Perglas, kaufte nach 1738 das Gut Pochlowitz von Jobst Globner von Globen. Sie vereinigte Pochlowitz und das ebenfalls zugekaufte Gut Leibitsch mit dem Gut Mostau. Auf der Anhöhe zwischen Pochlowitz und Leibitsch ließ sie neben dem Schloss Pochlowitz den neuen Meierhof Neuhof anlegen, nach dem das Gut dann benannt wurde. Später gelangte das Gut Neuhof wieder an die Pergler von Perglas, die es 1747 mit dem Gut Katzengrün vereinigten. Karl Anton Pergler von Perglas veräußerte 1787 das Gut Neuhof an den Kaadner Bürger Wolf Adam Löw, der es an sein Gut Littengrün anschloss. Löw verkaufte die Güter Littengrün und Neuhof 1798 an Michael Kahler und seine Frau Helena Margaretha, geborene Löw. Später erbten deren Söhne beide Güter.
Im Jahre 1845 umfasste das im Elbogener Kreis gelegene Gut Neuhof eine Nutzfläche von 805 Joch 501 Quadratklafter, auf denen in den Dörfern Pochlowitz, Leibitsch und Mariahilfsberg 637 Menschen lebten. Die Herrschaft bewirtschaftete zwei Meierhöfe: den Neuhof und den Pochlowitzer Hof. Das Dorf Pochlowitz bestand aus 44 Häusern mit 350 deutschsprachigen Einwohnern, darunter drei Judenhäusern mit drei Familien. Im Ort gab es einen herrschaftlichen Meierhof, eine Gemeindeschule, ein dominikales Branntweinhaus und ein Wirtshaus. Haupterwerbsquellen bildeten der Feldbau und die Viehzucht. Zu Pochlowitz konskribiert waren der Neuhof und die aus zwei Dominikalhäuschen bestehende Einschicht Littengrüner Hau bzw. Kaltenbrunn. Pfarrort war Königsberg. Bis zur Mitte des 19. Jahrhunderts blieb Leibitsch dem Gut Littengrün samt Neuhof untertänig.
Nach der Aufhebung der Patrimonialherrschaften bildete Pochlowitz ab 1850 mit den Ortsteilen Leibitsch, Neuhof, Hau und Mariahilfsberg eine Gemeinde im Gerichtsbezirk Falkenau. Am Fahrweg nach Katzengrün entstand in der zweiten Hälfte des 19. Jahrhunderts eine Ziegelei. Ab 1868 gehörte die Gemeinde zum Bezirk Falkenau. Im Jahre 1869 bestand Pochlowitz / Pochlovice aus 46 Häusern und hatte 327 Einwohner. Die Bahnstrecke Karlsbad-Eger wurde 1870 fertiggestellt; hinter dem Neuhof entstand der Bahnhof Königsberg (Eger). Im Jahre 1876 begann die Königsberger Braunkohlengewerkschaft einen Kilometer südwestlich von Pochlowitz in der Grube „Nikolaus-Schacht“ mit dem Abbau von Braunkohle im Tiefbau. Am Bahnhof entstand 1880 eine Brikettfabrik, die nach der in Krzemusch die zweite in Österreich-Ungarn war. Im selben Jahre wurde die Grube „Segen Gottes“ aufgenommen. Für die Bergarbeiter ließ Braunkohlengewerkschaft im Wald hinter der Grube beim Hegerhaus Hau eine kleine Kolonie errichten. 1890 wurde die Brikettfabrik II mit höherer Leistung errichtet. Die Königsberger Brikettfabriken waren damals die größten in Böhmen, 58 % ihrer Produktion wurden exportiert. Im Jahre 1900 hatte das Dorf 565 Einwohner, 1910 waren es 693. Zu Beginn des 20. Jahrhunderts wurde auch der Tagebaubetrieb aufgenommen. Der Braunkohlenabbau erreichte zunehmend das Dorf Pochlowitz, das ab 1906 sukzessive abgebrochen wurde. Die Bewohner wurden in die Egerwiesen gegenüber von Königsberg und in die Kolonie Hau umgesiedelt. Jenseits des Schutzpfeilers für die Eisenbahn entstand 1907 ein zweiter Tagebau. Nach dem Ersten Weltkrieg zerfiel der Vielvölkerstaat Österreich-Ungarn, das Dorf wurde 1918 Teil der neu gebildeten Tschechoslowakischen Republik. Beim Zensus von 1921 lebten in den 94 Häusern der Gemeinde 912 Personen, darunter 880 Deutsche und 20 Tschechen. Davon entfielen 726 auf Pochlowitz mit Hau (68 Häuser) und 186 auf Leibitsch (26 Häuser). Der Ortsteil Mariahilfsberg wurde 1923 nach Maria Kulm umgemeindet. Im Jahre 1930 hatte die Gemeinde 948 Einwohner, davon 749 in Pochlowitz (67 Häuser) und 199 in Leibitsch (32 Häuser). Westlich der Grube I wurde um 1927 das Bergwerk „Segen Gottes III“ aufgenommen. Vom alten Dorf standen 1933 nur noch zwei Häuser. Pochlowitz bestand nunmehr aus zwei, ca. anderthalb Kilometer voneinander entfernten Siedlungen, zwischen denen die Grube lag, die aber als eine Einheit betrachtet wurden. Nach dem Münchner Abkommen wurde Pochlowitz 1938 dem Deutschen Reich zugeschlagen und gehörte bis 1945 zum Landkreis Falkenau an der Eger. 1939 lebten 994 Personen in der Gemeinde. Eigentümer der nun als „Tiefbau und Tagebau Königsberg“ firmierenden Grube Segen Gottes war die „Königsberger Kohlen- und Brikettwerke AG“ in Unterreichenau. 1938 hatte das Unternehmen 322 Beschäftigte (davon 79 Arbeiter u. T. und 220 ü. T.), im Jahr darauf war die Beschäftigtenzahl auf 474 (davon 135 Arbeiter u. T. und 317 ü. T.) gestiegen. Die Brikettproduktion wurde im selben Zeitraum von 80.700 t auf 165.400 t verdoppelt. Der Tagebaubetrieb wurde 1941 wegen Erschöpfung stillgelegt. 1942 wurde eine acht Kilometer lange Hängeseilbahn von Unterreichenau nach Pochlowitz errichtet, mit der Kohle aus den Gruben Agnes-Schacht und Sylvester zu den Königsberger Brikettfabriken transportiert wurde. Nach dem alliierten Luftangriff vom 10. April 1945, bei dem die Funktionsgebäude und Brikettlager niederbrannten, musste die Brikettfabrik I vorübergehend stillgelegt werden. Wegen unzureichender Kohlenversorgung mussten beide Brikettfabriken am 15. Mai 1945 zeitweilig stillgelegt werden. Nach der Aussiedlung der deutschen Bewohner nach Ende des Zweiten Weltkrieges wurde das Dorf mit Tschechen wiederbesiedelt. Am 1. März 1946 erfolgte auch die Einstellung des Tiefbaus in Pochlovice. Die Brikettfabrik I wurde im selben Jahre endgültig stillgelegt. 1950 lebten in den 74 Häusern von Pochlovice nur noch 451 Personen. Zu Beginn der 1950er Jahre füllten sich beide Restlöcher mit Wasser; da es nach Hochwassern der Eger und des Libocký potok zu einem verstärkten Wasserzudrang kam, handelte es sich dabei offensichtlich nicht nur um Grundwasser, sondern auch um über alte Tiefbaue zufließendes Wasser. 1954 wurde auch die Brikettfabrik II für immer stillgelegt. Die weiterhin offiziell als Mýtina oder Kolonie bezeichnete nördliche Siedlung löste sich am 1. Juli 1960 nach einem Referendum von Pochlovice los und schloss sich unter dem Namen Horní Pochlovice der Gemeinde Kaceřov an. Im Jahre 1961 wurde die Gemeinde Pochlovice aufgehoben; Liboc und Pochlovice, das den neuen Namen Dolní Pochlovice erhielt, wurden nach Kynšperk nad Ohří eingemeindet. Beim Zensus von 2001 bestand Dolní Pochlovice aus 23 Wohnhäusern und hatte 218 Einwohner. In den Feldern zwischen Liboc und Dolní Pochlovice kam es zu Beginn der 2000er Jahre durch Absenkung der Nikolauser Tiefbaue zu einer Versumpfung und 2012 zur Herausbildung zweier Teiche. Zum Schutz von Dolní Pochlovice vor unkontrollierten Grubenwasseranstieg wurde von beiden Tagebauseen ein Entwässerungskanal zur Eger angelegt.

## Ortsgliederung
Der Ortsteil Dolní Pochlovice bildet einen Katastralbezirk.

## Sehenswürdigkeiten
- Neuhof (Nový dvůr), Meierhof aus dem 18. Jahrhundert. Ein Wirtschaftsgebäude entstand auf den Mauern des im 16. Jahrhundert errichteten Schlosses Pochlowitz
- Feuchtgebiet Libocké mokřady zwischen Liboc und Dolní Pochlovice, Geländesenkung über alten Tiefbauen